# ハリー・オード
ハリー・オードは、アニメ作品『∀ガンダム』の登場人物。声優は稲田徹が担当。

## 人物
赤い暗視グラスを着用するムーンレィスの女王ディアナ・ソレルの親衛隊隊長。階級は当初中尉だったが、第27話にて大尉に昇進（劇場版では最初から大尉）。主であるディアナに絶対の忠誠を誓っている。
基本的にはクールな二枚目で、思慮深さも持ち合わせている反面、非常に融通の利かない面もあり、ディアナの事に関しては特に顕著となって、また手段も選ばない。罪の意識からディアナに許しを乞おうとしていたミドガルドに対しては、彼が生身の状態であったにも拘らず、「ディアナの法の裁き」と称してモビルスーツで押し潰すという冷酷な面を見せている。この為に、「ディアナの飼い犬」と呼ばれることが多い。「女王（ディアナ）の尻を追っていろ」という表現で侮辱された際には、自身よりも女王に対する侮蔑表現と取って怒りに我を忘れてしまうといった一面もある。
逆にディアナ以外（例外といえるのはキエルくらい）に関しては対処がいい加減で無責任になってしまう事も少なくなく、ウィル・ゲイムの件では彼がキエルの扮したディアナが本物ではない事実に気付きつつあった為に、キエルの指示とはいえ厄介払いに近い形でフィルに押し付けてしまった結果、フィルに唆されたウィルがミリシャと戦い、本物のディアナの眼前で爆死してしまうという最悪の事態を招いてしまった。また、ロラン・セアックの女装姿に惚れてしまった事もあるなどの一面もあった。
あまり高くない階層の出身のようで、父親は簡易的なコールドスリープの際に亡くなった、と自ら語っている（母親は睡眠中ながらも存命）。また、離婚歴があり、元妻の名前はアマンダで、乗機にもこの名前をつけている（なお、ハリーの声を演じる稲田徹もかつての愛車に「アマンダ」と名を付けていた）。
愛機は金色のスモー。パイロットとしての腕は群を抜いており、単純に操縦技術だけで見れば、作品中では最も高い実力を持つと見られる。∀ガンダムを圧倒したり、ウォドムのビーム砲撃をハンドビームガンで受け止めたり、43話ではスエッソン・ステロ率いるマヒロー隊と交戦、自らは無傷のまま、周囲に被害を及ぼさないために敵機を爆散させずに、すべて行動不能に陥らせるという絶技も見せた。スエッソン曰く、ハリーはマヒローの性能を知り尽くしているらしい。また、漫画『∀ガンダム 月の風』では、「Iフィールド・アイキ」なる格闘技も習得しており、パイロット以外でも実力者であった。
ディアナとキエル・ハイムの入れ替わりを次第に見破った。のちに、ディアナとキエルでは悲しみが違うため区別できる、ディアナは今回の目覚めで常に悲しみをまとっていた、とキエルに語った。そして女王の影武者であるキエルを護衛しているうち、恋仲になる。福井晴敏の小説『月に繭地には果実』ではディアナに密かな恋心を抱いていた描写がある。かつてはギンガナム艦隊に所属していたが、彼らの歪んだエリート意識を嫌い、ディアナ親衛隊に入ったと劇中で本人が語っている。
最終決戦の最中、ターンXとの戦いで「ユニヴァース!」というセリフを発し、強烈なインパクトを残した。これは富野由悠季が絵コンテを切る際に急遽付け加えたセリフ（DVDのライナーノーツより）で、「Oh my God！」「Wonderful!」などに近い、感情が高ぶったときに発する感嘆符である。後に「ムーンレィス共通の感嘆符」と設定され、劇場版『地球光』ではロランも「ユニヴァース! ユニヴァース!」と叫ぶシーンがある。
戦後、キエル・ハイムを女王にし、彼女の親衛隊隊長として絶対の忠誠を誓った。
福井晴敏の小説『月に繭地には果実』では、終盤にロランへの嫉妬心や、「冬の宮殿」を焼き払いディアナを悲しませたグエン・サード・ラインフォード、グエンに懐柔されディアナを裏切ったアグリッパ・メンテナーに対する怒りのあまりに暴走し、アグリッパ一味を粛清しようとして地球に向けて月面砲カイラスギリーを発射、それを阻止せんとしたロランに∀ガンダムのビームライフルによって消し飛ばされた。
ゲーム作品ではクワトロ・バジーナとの関係を強調して描かれる傾向にあり、『携帯機SDガンダム GGENERATIONシリーズ』では、クワトロが自分と同じ理由（後述参照）でサングラスを着用していると勘違いし、自分の暗視グラスと同じ物の方が周囲が良く見えて、かつ視線が解り辛いと勧めるシーンがある。また、『スーパーロボット大戦α外伝』『スーパーロボット大戦Z』では、同じく金色の機体である百式を駆るクワトロとの間で、金色の機体を駆る相手の腕を賞賛し合うように見せかけ、実は自画自賛しているようにも取れる会話が交わされている。

## 服装
銀髪で、特徴的な形状の暗視グラスで顔を隠している。この理由について本人は「女性を見る視線を隠すために使っている」と語っている。ガンダムシリーズではお馴染みの、シャア・アズナブルを連想させる仮面の人物である。なお、番組中で彼が暗視グラスを外したのは、ウィルゲム発掘現場に潜入するために変装した時と、戦闘による過労で入院していた時（ただし、人が入ってくるとすぐに着用した）の2回のみ。
正装姿は、黄色と黒の縦縞である（デザイナーの安田朗によると、この服の柄は敵を威嚇する警戒色とのこと）。その色からスタッフ内では「阪神王子」と呼ばれていた。パーティでも周りからは「趣味が悪い」と嘲笑されていた。
変装時（22話に登場）はピンクのYシャツと御馴染みの黄色と黒のカラーのチェックのベストを着ていたり、星柄のパジャマを愛用するなど、一般的なファッションセンスからはかけ離れている（ただし、パーティが行われた際の月の女性陣のドレスを見るとこれも奇異に見えるものがあり、地球とは違う月独自の文化に分化したとも推測される）。

## 主な搭乗機
- MRC-F20 スモーゴールドタイプ

## 評価
『愛と戦いのロボット 完全保存版』で発表されたアンケート「みんなで選ぶロボットアニメーションベスト100」では、「一番カッコイイヒーローは？」で第71位にランクインした。